# 菊里町
菊里町（きくざとちょう）は、愛知県名古屋市中区の地名。1977年（昭和52年）、新栄三丁目に編入され、消滅した。

## 地理
東は千種本町1丁目、西は老松町、南は王子町1丁目・塚越町、北は車道東町に接する。

### 学区
- 高等学校 - 尾張学区
- 中学校 - 名古屋市立白山中学校
- 小学校 - 名古屋市立新栄小学校[4]

### 人口
国勢調査による人口の推移
| 1950年（昭和25年） | 669人 |  |
| 1955年（昭和30年） | 657人 |  |
| 1960年（昭和35年） | 683人 |  |
| 1965年（昭和40年） | 592人 |  |
| 1970年（昭和45年） | 448人 |  |
| 1975年（昭和50年） | 398人 |  |

## 歴史

### 地名の由来
白山神社の祭神が菊理媛命であることに由来するという。

### 沿革
- 1933年（昭和8年）7月1日 - 中区奥田町の大部分と下奥田町の一部により、同区菊里町として成立[1]。
- 1942年（昭和17年）2月1日 - 中区千種町五反田の一部が編入[1]。
- 1944年（昭和19年）2月11日 - 栄区成立に伴い、同区菊里町となる[1]。
- 1945年（昭和20年）11月3日 - 栄区廃止に伴い、中区菊里町となる[1]。
- 1977年（昭和52年）10月23日 - 住居表示実施に伴い、中区新栄三丁目に編入され、消滅[2]。

## 交通
- 国道153号（飯田街道）
- 名古屋市道赤萩町線